# Província d'Oruzgan
La província d'Oruzgan o Urozgan (Orūzgān or Urōzgān, paixtu: اروزګان), també Uruzgan o Rōzgān (paixtu: روزګان) és una divisió administrativa de l'Afganistan al centre del país però molt lligada a Kandahar. La capital és Tarin Kowt. Va perdre una part de la província el 28 de març de 2004, amb la qual es va formar (en gran part) la província de Daykundi de majoria hazara deixant la província amb majoria paixtu. El districte de Gizab, que era de majoria paixtu però havia estat segregat, fou retornat a la província el maig de 2006. El líder talibà Mullah Omar va néixer a Singesar, un poble de la província.
La superfície és de 22.696 km² i la població estimada el 2021 de 443.804 habitants.

## Districtes
| Districte                     | Capital    | Població | Àrea | Notes              |
| ----------------------------- | ---------- | -------- | ---- | ------------------ |
| Chinarto                      |            | 14.735   |      | Districte temporal |
| Chora                         | Chora      | 58.803   |      |                    |
| Deh Rahwood                   | Deh Rawood | 70.449   |      |                    |
| Gizab                         | Gizab      | 48.493   |      |                    |
| Khas Uruzgan                  |            | 65.021   |      |                    |
| Shahidi Hassas (Cahar Chineh) |            | 67.860   |      |                    |
| Tarin Kowt                    | Tarin Kowt | 118.443  |      |                    |

La població resulta de l'anuari "Estimated Population of Afghanistan 2021-22" on s'afegeix el districte de Chinarto amb una població d'uns 15.000 habitants.

Districtes de la província d'Oruzgan